# 秋山昌廣
秋山 昌廣（あきやま まさひろ、1940年5月15日 - ）は、日本の大蔵・防衛官僚。血液型はB型。第22代防衛事務次官、財団法人海洋政策研究財団理事長、公益財団法人東京財団理事長、笹川日中友好基金運営委員を歴任した。

## 来歴・人物
東京都港区出身（父は茨城県、母は東京都）。東京都立日比谷高等学校を経て、1964年東京大学法学部第3類（政治コース）卒業。同年、大蔵省入省。同期には野田毅、田波耕治、野口悠紀雄、高橋厚男（関税局長）、涌井洋治（主計局長・JT会長）、杉崎重光（証取監視委事務局長・IMF副専務理事）、野口卓夫（大証副理事長）など。

## 略歴
- 1964年3月 - 東京大学法学部第3類（政治コース）卒
- 1964年4月 - 大蔵省入省。主計局総務課配属
- 1967年8月 - 理財局資金課調査係長心得[4]
- 1968年7月 - 理財局資金課企画係長[5]
- 1969年7月 - 帯広税務署長
- 1970年7月 - 銀行局中小金融課長補佐（信用金庫・信用補完）[6]
- 1972年7月 - 関税局総務課長補佐
- 1974年7月 - 銀行局金融制度調査官付課長補佐（総括）[7]
- 1976年7月 - 主計局主計官補佐（運輸第一、二、三主査）
- 1979年7月 - 主計局付（外務研修）（ - 1980年4月）
- 1980年4月 - 外務省在カナダ日本国大使館参事官（ - 1984年5月）
- 1984年6月 - 主計局主計官（外務、通産、経済協力担当）（ - 1986年7月）
- 1986年8月 - 奈良県警察本部長（ - 1988年6月）
- 1988年6月 - 大蔵省関税局総務課長（ - 1989年6月）
- 1989年6月 - 東京税関長（ - 1990年6月）
- 1990年6月 - 大臣官房審議官（銀行局担当）（ - 1991年6月）
- 1991年6月 - 防衛庁長官官房審議官（ - 1992年6月）
- 1992年6月 - 防衛庁人事局長（ - 1993年6月）
- 1993年6月 - 防衛庁経理局長
- 1995年4月 - 防衛庁防衛局長
- 1997年7月 - 防衛事務次官
- 1998年11月 - 退官
- 1999年4月 - ハーバード大学ケネディスクール研究員（ - 2001年6月）
- 2001年4月 - 海洋政策研究財団（シップ・アンド・オーシャン財団）会長
- 2004年4月 - 立教大学大学院 21世紀社会デザイン研究科 比較組織ネットワーク学専攻 教授
- 2012年 - 平成24年度春の叙勲において瑞宝重光章を受章[8]
- 2012年6月 - 公益財団法人東京財団理事長[2]（ - 2016年6月）

## 著書
- 『日米の戦略対話が始まった　安保再定義の舞台裏』亜紀書房、2002年
- 『元防衛事務次官秋山昌廣回顧録　冷戦後の安全保障と防衛交流』真田尚剛・服部龍二・小林義之編、吉田書店、2018年